# 桑野協立病院
桑野協立病院（くわのきょうりつびょういん）は、福島県郡山市にある郡山医療生活協同組合運営の病院である。医療機関コードは、0312802。ISO9001を取得している。

## 沿革
- 1974年（昭和49年） - 「桑野眼科診療所」として開所。
- 1980年（昭和55年） - 「桑野協立病院」開院（52床）
- 1985年（昭和60年） - 増改築により124床となる。
- 1994年（平成6年） - リニューアル、眼鏡店「アイメイト桑野」開設。
- 1995年（平成7年） - 「桑野在宅介護センター」開設（郡山市より事業委託）。
- 1996年（平成8年） - 訪問看護事業の開始。
- 1998年（平成10年） - 「社会福祉法人くわの福祉会」を設立。
- 1999年（平成11年） - 「特養ホームおおつき」を開所。
- 2000年（平成12年） - 介護サービス事業所開設、居宅介護支援事業・訪問介護事業・通所リハビリ・訪問リハビリ事業を開始。
- 2002年（平成14年） - 通所介護事業を開始。
- 2005年（平成17年） - 「西部地域包括支援センター」開設（郡山市より事業委託）。
- 2011年（平成23年） - 婦人科の診療を開始。
- 2017年（平成29年） - 小児科の診療を開始。

## 診療科
(この節の出典)
- 内科
- 小児科
- 整形外科
- 眼科
- 皮膚科
- リハビリテーション科
- 麻酔科
- 呼吸器内科
- 循環器内科
- 消化器内科
- 糖尿病内科
- ペインクリニック外科

## 医療機関の指定等
- 救急告示病院
- 保険医療機関[2]
- 労災保険指定医療機関[2]
- 生活保護法指定医療機関[2]
- 身体障害者福祉法指定医の配置されている医療機関[2]
- 結核指定医療機関[2]
- 在宅療養支援病院[2]
- 特定疾患治療研究事業委託医療機関[2]
- 原子爆弾被害者一般疾病医療取扱医療機関[2]
- 郡山市施設健診受託医療機関
- 大玉村施設健診受託医療機関
- マンモグラフィ精度管理中央委員会認定施設
- 日本整形外科学会認定研修施設

## 看護体系及び施設基準
- 看護補助10対1
- 入院基本料10対1
- 亜急性期入院医療管理料1（12床）
- 重症者等療養環境特別加算
- 褥創患者管理加算
- 栄養管理実施加算
- コンタクトレンズ検査1
- 検体検査管理加算（1）（2）
- 運動器リハビリテーション（1）（2）
- 呼吸器リハビリテーション（1）
- 脳血管疾患等リハビリテーション（2）
- 急性期看護補助体制加算1
- 一般病棟看護必要度評価加算
- 医療安全対策加算2
- 急性期病棟等退院調整加算1
- ペースメーカー移植術及び交換術
- 診療録管理加算
- 在宅時医学総合管理料
- 救急医療管理加算
- 療養環境加算
- がん性疼痛緩和指導管理料
- 外来化学療法加算1

## 関連法人及び施設等
- 郡山医療生活協同組合
- 社会福祉法人くわの福祉会
- 複合的生活支援施設「ひなたぼっこ」
- 桑野協立介護保険センター
- 郡山東介護保険センター
- 郡山西部地域包括支援センター
- ふれあいデイサービスセンター
- ひまわりの家デイサービスセンター
- アイメイトくわの

## 交通アクセス
- 福島交通路線バス「桑野協立病院」停留所下車、徒歩3分。
- 病院送迎バス　※ 組合員とその家族に限る。

## Fast Track-Fibreの導入
2012年9月に「日本で初めて、最短10秒程度で内部被ばく線量の測定が可能な米国製ゲート型高速内部被ばく検査装置を導入した」と報道されたが、実際に導入されたFast Track-Fibreはドイツ製の表面汚染ゲートモニターであり、メーカーの国内代理店はこの装置で内部被ばくを測定することはできないと説明している。病院側も9月25日時点では「内部被ばく測定器」と呼んでいたが、10月1日には「体内・体表面に関わらず人体の被ばく状況（γ線）をスクリーニングする道具」という表現を用いている。